# David Booth (Eishockeyspieler)
David Jonathan Booth (* 24. November 1984 in Detroit, Michigan) ist ein US-amerikanischer Eishockeyspieler, der seit November 2024 beim Ferencvárosi TC aus der rumänisch-ungarischen Erste Liga unter Vertrag steht und dort auf der Position des linken Flügelstürmers spielt. Zuvor war Booth unter anderem für die Florida Panthers, Vancouver Canucks, Toronto Maple Leafs und Detroit Red Wings in der National Hockey League (NHL) aktiv, wo er insgesamt 535 Partien absolvierte.

## Karriere

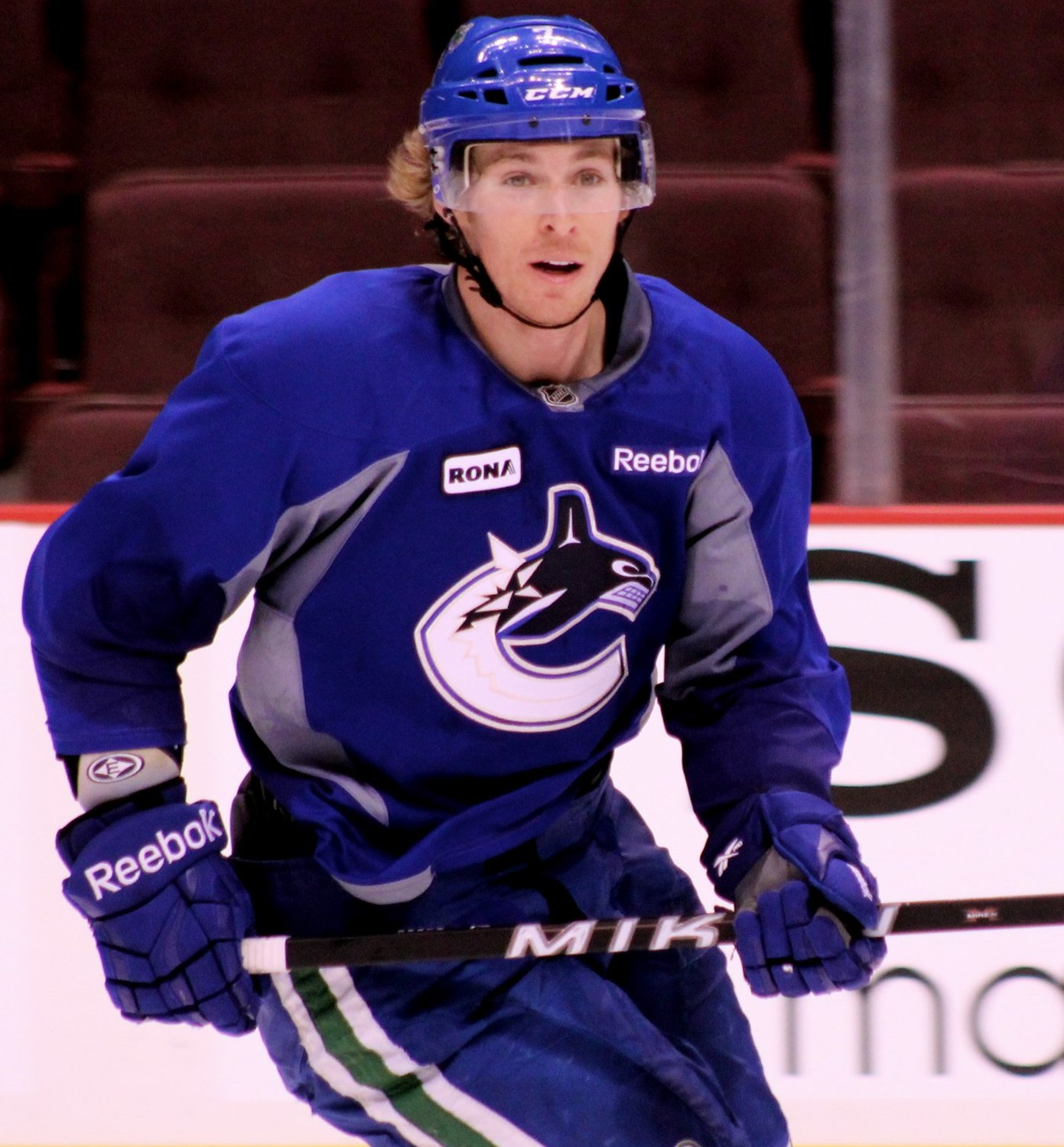
Booth im Trainingstrikot der Vancouver Canucks (2012)

David Booth begann seine Karriere als Eishockeyspieler in der United States Hockey League, in der er in der Saison 2001/02 für die Mannschaft des USA Hockey National Team Development Program auflief. Von 2002 bis 2006 spielte der Angreifer insgesamt vier Jahre lang für die Eishockeymannschaft der Michigan State University. In dieser Zeit wurde er im NHL Entry Draft 2004 in der zweiten Runde als insgesamt 53. Spieler von den Florida Panthers ausgewählt. Während der US-Amerikaner in seiner ersten Spielzeit in Florida ebenfalls für deren Farmteam aus der American Hockey League, die Rochester Americans, auflief, spielte er seit der Saison 2007/08 ausschließlich für die Panthers in der National Hockey League. Am 23. Oktober 2011 wurde er zusammen mit Steven Reinprecht in einem Tauschgeschäft gegen Marco Sturm und Mikael Samuelsson an die Vancouver Canucks abgegeben.
Nach drei Jahren bei den Canucks lösten diese seinen Vertrag im Sommer 2014 vorzeitig auf, sodass sich Booth im Juli 2014 als Free Agent den Toronto Maple Leafs anschloss. Sein Einjahresvertrag dort wurde nach der Saison 2014/15 nicht verlängert. Im November 2015 verließ Booth dann erstmals Nordamerika und unterzeichnete einen Vertrag bis zum Saisonende bei Admiral Wladiwostok aus der Kontinentalen Hockey-Liga. Nachdem der Vertrag nicht verlängert worden war, schloss er sich Mitte November 2016 dem Ligakonkurrenten HK Awangard Omsk an.
Nach zwei Jahren in der KHL kehrte Booth zur Saison 2017/18 in die NHL zurück und unterzeichnete einen Einjahresvertrag bei den Detroit Red Wings. Dieser wurde in der Folge im Sommer 2018 nicht verlängert und war in der Folge ohne Beschäftigung, ehe er im Dezember 2018 nach Europa zurückkehrte und sich dem HK Dinamo Minsk anschloss. Für diesen erzielte er drei Scorerpunkte in 18 KHL-Partien. Anschließend war der US-Amerikaner eine Saison bei Manglerud Star in Norwegen aktiv. In die norwegische Eliteserien kehrte er auch nach über einem Jahr Pause im November 2021 zurück, allerdings zum Ligakonkurrenten Vålerenga IF. Dort war er bis zum Ende der Spielzeit 2021/22 aktiv. Anschließend pausierte der US-Amerikaner erneut bis zum Dezember 2022, ehe er abermals in die Eliteserien zurückkehrte und sich Storhamar Hockey anschloss. Mit der Mannschaft wurde er am Saisonende Vizemeister.
Danach folgte eine abermalige Pause, bis die Eisbären Regensburg aus der DEL2 Anfang Januar 2024 die Verpflichtung Booths bis zum Saisonende bekannt gaben. Am Ende der Saison 2023/24 sicherte sich der Stürmer mit den Eisbären den Meistertitel der DEL2. Mit 29 Punkten in insgesamt 31 Einsätzen hatte er am Titelgewinn maßgeblichen Anteil. Nach dem Erfolg blieb der US-Amerikaner bis Anfang November 2024 ohne Arbeitgeber, schloss sich aber dann dem Ferencvárosi TC aus der rumänisch-ungarischen Erste Liga an.

### International
Booth gewann mit den Vereinigten Staaten bei der U20-Junioren-Weltmeisterschaft 2004 im eigenen Land die Goldmedaille. Des Weiteren erzielte Booth ein Tor in sieben Spielen für die Nationalmannschaft bei der Weltmeisterschaft 2008.

## Erfolge und Auszeichnungen
| - 2001 NAHL Rookie of the Year - 2001 NAHL All-Rookie Team - 2003 CCHA All-Rookie Team | - 2023 Norwegischer Vizemeister mit Storhamar Hockey - 2024 DEL2-Meister mit den Eisbären Regensburg |

### International
- 2002 Goldmedaille bei der U18-Junioren-Weltmeisterschaft
- 2004 Goldmedaille bei der U20-Junioren-Weltmeisterschaft

## Karrierestatistik
Stand: Ende der Saison 2023/24

### International
Vertrat die USA bei:
- U18-Junioren-Weltmeisterschaft 2002
- U20-Junioren-Weltmeisterschaft 2004
- Weltmeisterschaft 2008

(Legende zur Spielerstatistik: Sp oder GP = absolvierte Spiele; T oder G = erzielte Tore; V oder A = erzielte Assists; Pkt oder Pts = erzielte Scorerpunkte; SM oder PIM = erhaltene Strafminuten; +/− = Plus/Minus-Bilanz; PP = erzielte Überzahltore; SH = erzielte Unterzahltore; GW = erzielte Siegtore; 1 Play-downs/Relegation; Kursiv: Statistik nicht vollständig)